# Kleinreifling
Kleinreifling ist ein Dorf im Ennstal in Oberösterreich und Ortschaft und Katastralgemeinde der Marktgemeinde Weyer im Bezirk Steyr-Land.

## Lage und Landschaft
Kleinreifling liegt nur wenige Kilometer nördlich der steirischen und westlich der niederösterreichischen Grenze im äußersten Südosten Oberösterreichs an der Eisenstraße. Der Großteil des Ortsgebietes ist durch eine ausgeprägte Hanglage charakterisiert.
Der Ortskern von Kleinreifling befindet sich am Fuße des 1373 Meter hohen Ennsberges und ist ein Straßendorf jüngeren Datums, da der alte Kern im Staubereich der Enns ersoffen ist. Verkehrsgeographisch liegt der Ortskern eher ungünstig, da die Bundesstraße am anderen Ufer der Enns an ihm vorbeiführt führt und somit nur wenige Auswärtige anlockt. Der Bahnhof von Kleinreifling spielte vor allem in der Vergangenheit eine wichtige Rolle.
Im Ortszentrum herrscht sehr dichte bis geschlossene Bebauung vor, während im restlichen Teil des Ortsgebietes mäßig dichte bis lockere Bebauung anzufinden ist, mit landwirtschaftlichen Nutzflächen dazwischen. In Bezug auf die Flurformen herrschen vor allem Blockgemenge- und Streifengemengefluren sowohl mit, als auch ohne Hofanschluss vor. Die am häufigsten verbreiteten Hofformen sind Dreitrakte-Höfe mit völlig voneinander getrennten Gebäudetrakten sowie Zweitrakte-Höfe, bei denen Ein- und Abstellräume für Fahrzeuge, Geräte und Maschinen direkt an das Wohnhaus angebaut sind.

## Geschichte
Die Gegend um das heutige Kleinreifling wurde angeblich bereits von den Römern mit einer entlang der Enns verlaufenden Straße versehen. Durch diese Erschließung folgte allmählich auch die Besiedlung des Gebiets. Nach einer eher kürzeren Phase keltischer Bewohner folgte die Besiedlung durch die Slawen, welchen die Ortschaft ihren Namen zu verdanken hat (Reifling: rifing von ryba „Fisch“). Nach der teilweisen Rodung durch die Slawen wurde das Gebiet um den heutigen Ortskern von den Bajuwaren endgültig vollständig gerodet. In dieser Zeit entstanden die ersten Einzelhöfe und Fluren entlang der Enns in Richtung Süden.
Um 1138 wurde mit Hilfe der Garstner Mönche das Gebiet entlang der Enns begehbar gemacht. Den untertänigen Bauern wurde als Ausgleich Neuland angeboten. Ursprünglich im Ostteil des Stammesherzogtum Bayern liegend, zählte der Ort seit dem 12. Jahrhundert zum Erzherzogtum Österreich und wurde ab 1490 dem Fürstentum Österreich ob der Enns zugeordnet.
Eine der größten Hochwasserkatastrophen ereignete sich um 1567. 1629 war der Ort von der Pestepidemie schwer betroffen. Von der Errichtung einer Schule wird in Kleinreifling um 1781 berichtet. 1897 strebte die Landbevölkerung der Gemeinde Weyer, also auch die Bewohner Kleinreiflings, eine Abtrennung vom Zentrum der Gemeinde an, um eine Benachteiligung durch die Eisenindustrie zu vermeiden. Der flächenmäßig größere Teil der Gemeinde wurde fortan als Weyer-Land bezeichnet und wurde selbstständig. Das Zentrum der ursprünglichen Gemeinde war nun nur noch wenige Quadratkilometer groß und bekam den Namen Weyer-Markt.
Die Ennsbrücke, welche seit jeher die Ortsteile beidseits der Enns verbindet, wurde durch Hochwässer immer wieder zerstört, unter anderem 1863 und 1899, um anschließend wieder aufgebaut zu werden.

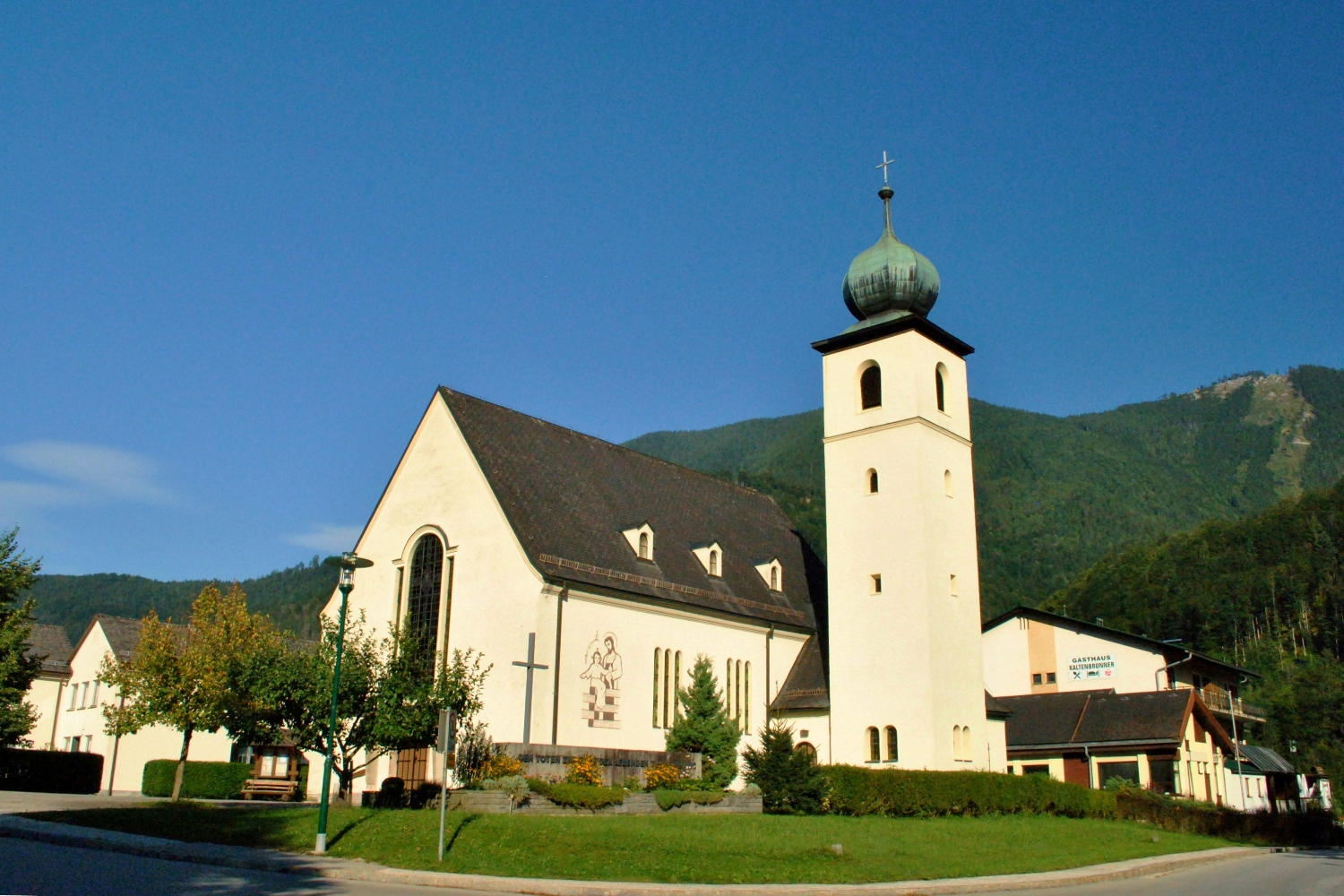
Die katholische Pfarrkirche wurde im Zuge der Umsiedelung des Ortes erbaut.

Seit 1918 gehört Kleinreifling zum Bundesland Oberösterreich. Ab dem 13. März 1938, nach dem Anschluss Österreichs an das Deutsche Reich, gehörten sowohl Weyer-Markt als auch Weyer-Land zum Gau Oberdonau. 1945 wurde das damalige Gemeindegebiet Weyer-Land vorübergehend zweigeteilt – die Enns wurde zur Grenze zwischen der US-amerikanischen und sowjetischen Besatzungszone.
1967 ging das Ennskraftwerk Weyer in Betrieb. Zu diesem Zweck wurde der alte Ortskern in Kleinreifling 1966 geräumt, um den Einstau vorzubereiten.

## Wirtschaft und Infrastruktur

### Wirtschaftliche Entwicklung
Eine bedeutende Rolle für die Entwicklung der Ortschaft spielt das Eisenwesen. Trotz der doch recht großen Entfernung zum steirischen Erzberg war Kleinreifling bereits seit dem 13. Jahrhundert in die Eisenverarbeitung involviert. Die günstige Lage, an der Gabelung der Eisenstraße Hieflau–Steyr, brachte allen direkt an der Enns liegenden Orten wirtschaftliche Vorteile. Durch die enormen Wasserkräfte der Enns waren die Bedingungen für eine industrielle Ansiedlung gegeben. Folgende weitere Gründe sind hier zu nennen:
- Im unwirtlichen Gelände war es kaum möglich, viele Menschen zu ernähren. Daher musste ein Teil der Industrie möglichst nahe an das fruchtbare Alpenvorland herangebracht werden;
- Das schwere Eisen war auf der Enns leichter zum Hauptverkehrsweg Donau zu bringen;
- Für die Verarbeitung brauchte man große Mengen an Holzkohle, die durch leichter zugängliche Wälder erbracht werden konnte;
- Man benötigte Wasserfälle zum Betrieb von Hämmern.

In Kleinreifling und den umliegenden Orten entstanden in dieser Zeit zahlreiche Hammerwerke. Im 15. Jahrhundert erfolgte eine beträchtliche Produktionssteigerung, die eine Arbeitsteilung in Welschhämmer (Trennung von Eisen und Stahl) und die so genannten Zainhämmer (Verarbeitung der feineren Sorten des Roheisens) nach sich zog. In dieser Zeit gab es mehr als 700 Floßtransporte zwischen Hammerwerken in Steyr und Großreifling, die unmittelbar durch Kleinreifling führten. Diese Flöße waren meist zwischen 20 und 30 Meter lang und mussten von vier bis fünf Männern gesteuert werden.
Eine weitere Entwicklung stellen die Eisengewerke dar, welche die von den Hämmern gelieferten Fabrikate zu gebrauchsfertigen Werkzeugen weiterverarbeiteten. Auch die Eisengewerke wurden später weiteren Spezialisierungen unterworfen. 1499 erließ Maximilian I. von Habsburg eine Verordnung, in der Waldbesitzer angewiesen wurden, Holz und Kohle an die nächstliegenden Hammerwerke zu liefern. Überwacht wurde diese Anordnung durch eigens bestellte Waldmeister. Die unstetige Entwicklung des Eisenwesens führte zu zahlreichen Protesten der Hammerarbeiter und Holzknechte, die besonders den oftmaligen Mangel an Lebensmitteln nicht tolerieren konnten. Die ältesten Nachweise von Hämmern in Kleinreifling stammen aus einem Urbar (bezeichnet ein Verzeichnis über Besitzrechte eines Grundherrn und Leistungen seiner Grunduntertanen) der Herrschaft Steyr um 1424. Aber erst in einem weiteren Urbar von 1658 werden an der Undern Reifling „5 wälsche, 1 großer, 9 kleine und 2 Zainhämmer“ genannt. Mitte des 15. Jahrhunderts wurden auch einige, wenig ergiebige, Erzlager entdeckt.
Bis ins 19. Jahrhundert wurde das Eisen mit Holzkohle verarbeitet – der Holzreichtum Kleinreiflings spielte demnach eine wichtige Rolle für die Entwicklung des Gebiets. Da aber die Wälder nicht im Besitz der Hammergewerken waren, mussten Wald- und Kohlzins sowie ein Verlagsgeld entrichtet werden. Verantwortlich für die Verwaltung des gesamten Gebiets war die Innerberger Hauptgewerkschaft (IBHG), welche bereits 1625 gegründet wurde. Aufzeichnungen zufolge stellte um 1879 ein IBHG-Hammerwerk in Kleinreifling rund 476 Tonnen Rohstahl her.
Zwischen 1857 und 1862 verpachtete die IBHG ihre Betriebe – unter anderem auch jene in Kleinreifling – an die k.k. priv. steiermärkisch-österreichische Stahlwerks-Gesellschaft, hinter der ausländisches Kapital stand. Ziel dieser Verpachtung war die durchgehende Reorganisation der Werke. Der Verkauf des Hammerwerks Kleinreifling und seine Stilllegung 1901 bedeuteten auch gleichzeitig das Ende des traditionellen Innerberger Hammerbezirks.
Im 1974 errichteten Ennsmuseum Weyer wird heute ein umfassendes Bild der Natur-, Kultur- und Wirtschaftsgeschichte des Ennstales geboten.
In der Rotte Schönau an der Enns würde von 1968 bis 1972 das Ennskraftwerk errichtet, es befindet sich in der Nähe des ehemaligen Bahnhofs, der von 1965 bis 2011 in Betrieb war.

## Verkehr

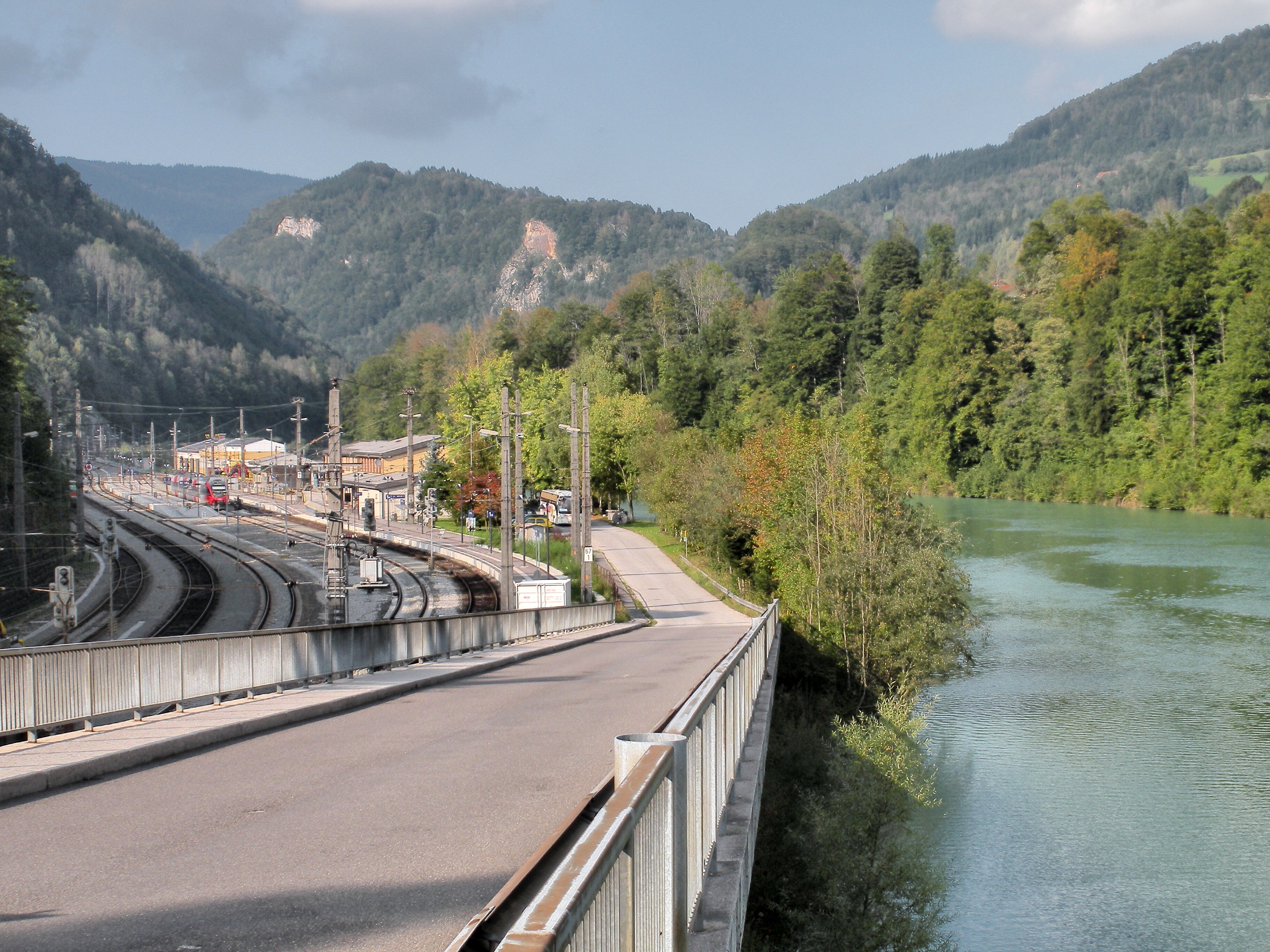
Blick auf den Bahnhof von Kleinreifling und die Enns

Der Ort ist direkt an der Eisen Straße B 115 gelegen.
Wenige Kilometer außerhalb zweigt in Kastenreith die Nebenbahn Amstetten – Kastenreith von der eingleisigen Rudolfsbahn St. Valentin – Selzthal ab. Aus diesem Grund hat Kleinreifling einen vergleichsweise großen Bahnhof, welcher sich in das Tal einzwängt. Durch die Erzzüge der Voestalpine von Eisenerz nach Linz sowie Regionalzüge aus drei Richtungen gibt es auch ein recht hohes Verkehrsaufkommen.
Es gab noch in der Rotte Schönau an der Enns in der Nähe des Wasserkraftwerks von 1965 bis 2011 einen Bahnhof.

### Verkehrserschließung des Gebiets
Nach der Eröffnung der ersten dampfbetriebenen Eisenbahn Österreichs, im Jahr 1837, wurde bereits Mitte des 19. Jahrhunderts der Bau einer Eisenbahnlinie durch Oberösterreich, Steiermark und Kärnten geplant. 1865 kam es schließlich zur Bewilligung des Baus und Betriebs der Kronprinz Rudolf-Bahn. Diese Eisenbahnlinie führte vom niederösterreichischen St. Valentin über Steyr, durch den Ort Kleinreifling und weiter in die Steiermark nach Hieflau, Rottenmann bis nach Villach. Durch den Bau der Eisenbahn wurden Saum- und Flusswege als Transportwege für das Eisenerz ersetzt. Die Flößerei blieb aber weiterhin für den Holztransport erhalten. Erst durch den Kraftwerksbau der Energie AG kam die Flößerei endgültig zum Erliegen.

## Bildung
- Kindergarten Kleinreifling
- Volksschule Kleinreifling

## Vereine
In Kleinreifling finden sich 19 eingetragene Vereine,
unter anderem:
| Name                                     | Gründungsjahr | weitere Informationen                                                                            |
| ---------------------------------------- | ------------- | ------------------------------------------------------------------------------------------------ |
| Musikverein Kleinreifling                | 1900          | Der Musikverein zählt etwa 30 Musiker.                                                           |
| Freiwillige Feuerwehr Kleinreifling      | 1912          | derzeit 7 Jugendmitglieder, 61 Aktivemitglieder, 12 Reserve und 2 Einsatzberechtigte Mitglieder. |
| Heimat- und Trachtenverein Kleinreifling | 1927          |                                                                                                  |
| ASV Kleinreifling                        | 1974          | Der ASV (Allgemeiner Sport Verein) spielt derzeit in der 2. Klasse Ost in Oberösterreich.        |
| Tennisclub Kleinreifling                 | 1978          | Der TC Kleinreifling besitzt 4 Sand-Tennisplätze mit einem Klubhaus.                             |
| Modellbahnklub Kleinreifling             | 2012          | 20 aktive Mitglieder und 40 unterstützende Mitglieder                                            |
| Jagdhornbläsergruppe                     |               |                                                                                                  |
| Jäger                                    |               |                                                                                                  |
| Grabmteufeln Kleinreifling               | 1989          | Der Verein hat ca. 40 Mitglieder.                                                                |